# Dastarkhan
Na Ásia Central, a comida é servida numa mesa baixa, chamada dastarkhan e os convivas sentam-se à sua volta e vão-se servindo. A refeição não inclui talheres: as pessoas servem-se com as mãos dos pratos que se encontram no dastarkhan e acompanham a comida com “non” (no Tadjiquistão), ou seja pão feito com massa lêveda, assado no forno, como os “naan” do norte da Índia. 